# 客主〜商売の神〜
『客主～商売の神～』は韓国の歴史小説、それを原作とするテレビドラマ。

## 概要
この小説は朝鮮時代末期を舞台に陰謀により全てを失った天涯孤独の男が行商人となり商才を磨き、「商売の神」と呼ばれる存在に登り詰める物語である。この作品は1979年、小説家キム・ジュヨンが執筆・発表され、ソウル新聞に掲載された。

## 登場人物
キャストはテレビドラマの配役。
- チョン・ボンサム[2]：チャン・ヒョク[3]

主人公。客主だった父を亡くし、姉にも棄てられた。
- チョ・ソリン：ハン・チュア

ボンサムを慕う美女。
- メウォル：キム・ミンジョン

塩辛の行商人のち国師堂の巫女。
- キル・ソゲ：ユ・オソン

ボンサムの天敵。
- チョン・ソレ：パク・ウネ

ボンサムの姉。
- シン・ソクチュ：イ・ドクファ

朝鮮全土の商圏を握る大行主。
- キム・ボヒョン：キム・ギュチョル

納税担当の役人。欲張り。
- チェ・ドリ：イ・ダリョン

かなり年上だが、ボンサムの親友。「よろめいたら、すっくと立つ」と言いながら踊るのが得意。
- ソンドル：チョン・テウ

両班くずれの商人。意気投合しボンサムの右腕となるが、のち袂を分かつ。目が悪く眼鏡をかける。
- 閔妃：チェ・ジナ

朝鮮第26代王・高宗の妃。

## テレビドラマ
この小説はテレビドラマ化され、1983年、2015年に放送された。

### 2015年版

#### キャスト
- チョン・ボンサム：チャン・ヒョク
- チョ・ソリン：ハン・チェア
- メウォル：キム・ミンジョン
- キル・ソゲ：ユ・オソン
- チョン・ソレ：パク・ウネ
- シン・ソクチュ：イ・ドクファ
- キム・ボヒョン：キム・ギュチョル
- メン・グモム：キム・イル
- ヤンボム：イ・ウォンバル
- コムペ：リュ・ダム
- チョ・ソンジュン：キム・ミョンス
- パングム：ヤン・ジョンア
- ワンバル：パン・ヒョンジュ

#### スタッフ
- 脚本：チョン・ソンヒ
- 演出：キム・ジョンソン、キム・ドンフィ